# Cabezuela del Valle
Cabezuela del Valle é um município da Espanha na província de Cáceres, comunidade autónoma da Estremadura. Tem 57 km² de área e em 2021 tinha 2 141 habitantes (densidade: 37,6 hab./km²). É a capital da comarca do Vale do Jerte.

## Demografia
| Variação demográfica do município entre 1991 e 2004 [carece de fontes?] | Variação demográfica do município entre 1991 e 2004 [carece de fontes?] | Variação demográfica do município entre 1991 e 2004 [carece de fontes?] | Variação demográfica do município entre 1991 e 2004 [carece de fontes?] |
| ----------------------------------------------------------------------- | ----------------------------------------------------------------------- | ----------------------------------------------------------------------- | ----------------------------------------------------------------------- |
| 1991                                                                    | 1996                                                                    | 2001                                                                    | 2004                                                                    |
| 2430                                                                    | 2438                                                                    | 2213                                                                    | 2210                                                                    |